# Song with a Mission
"Song with a Mission" är en låt av den svenska rockgruppen The Sounds. Låten utgavs 15 februari 2006 som första singel från gruppens andra album Dying to Say This to You. Den har uppnått 22:e placering på den svenska singellistan. Singelns b-sida är en livecover på Yazoo-låten "Goodbye 70's".
Låten gjordes i december 2007 även nedhämtningsbar och spelbar till Rock Band.

## Musikvideo
Videon till låten är regisserad av Michael Miglas/Jesper Anderberg och inspelad i Havanna på Kuba i slutet av 2005. Premiärvisningen var i mitten av januari 2005. Den visar bland annat demonstranter som marscherar runt gatorna med stora vita The Sounds-flaggor.

## Låtlista
1. "Song with a Mission" (The Sounds) – 2:58
2. "Goodbye Seventies" (Live Demo) (Yazoo) – 3:15

## Listplaceringar
| Listor (2006)        | Högsta placering |
| -------------------- | ---------------- |
| Svenska singellistan | 22               |